# Vatica ridleyana
Vatica ridleyana là một loài thực vật thuộc họ Dipterocarpaceae. Loài này có ở Indonesia và Singapore.